# 婚内强奸
婚内强奸（英語：marital rape）是配偶中一方在未经另一方同意的情况下与其性交的行为，被某些人视為家庭暴力和性暴力的一種形態。缺乏同意被某些人定義为性暴力的必要元素，婚內強姦並不需同時涉及肢體暴力。雖然歷史上婚姻內發生的性交長期被理解為配偶的權利，但某些國際条約及某些法域已認為配偶間的未經同意性行為等同強姦或性侵，並逐漸將其刑事化。而在某些法域，亦有许多国家和学者認為因婚內有禁止與配偶以外發生性交即通姦這項法律責任，所以亦理應有的婚姻內與配偶發生性交的權利，以保障婚姻內性交的權利。
从20世纪下半叶以来，婚姻和家庭单元中性暴力和家庭暴力问题，以及更笼统地来说，對女性的暴力行為问题，已经引起国际社会的关注。尽管如此，在许多国家，婚内强奸仍然不在刑法管辖范围之内，或者虽然非法但却得到广泛的容忍。在一些承认婚内强奸的国家，法律很少被执行，原因既有权力机关不愿追究罪行的因素，也有公众对“不经同意的婚内性行为是非法的”这一点缺乏认知。
婚内强奸受害者往往是女性，但也不绝对。婚内强奸往往是在虐待关系中发生的，对受害者的一种慢性暴力。它存在于政府、文化习俗和社会意识形态的复杂网络中，这个网络内部相互结合以不同方式影响每个不同的实例和情况。不愿将婚内强奸定为犯罪行为的原因有对同意理论（该理论主张即时同意是证成性行为的必要条件）的反对、传统的婚姻观念、宗教教义的诠释、关于男女性别的观念，以及妻子从属于丈夫的文化期待——这种观点在世界许多地方仍然普遍存在。从二十世纪六七十年代起，在大多数西方国家，这些婚姻和性的观念开始受到（尤其是来自第二波女性主義的）挑战，促进了社会承认女性对其身体有关的一切事项拥有自决权（即能够自我支配），并不再豁免或捍卫婚内强奸。

## 刑事化
许多国家从二十世纪末开始把婚内强奸定位犯罪行为——1970年代以前，很少有法律制度允许在婚内起诉强奸。刑事定罪通过多种方式实现，其中包括取消对强奸定义的法定豁免，司法裁决，成文法中明确的立法参考，防止用婚姻（来为婚内强奸）辩护，或制定具体的婚内强奸罪。在许多国家，婚内强奸是否受到普通强奸法律的限制尚不明确，但有些则可能会受到一般法规（如伤害罪、殴打罪等）的限制。

### 香港
雖然在主權移交前的1991年，英國上議院上訴委員會已經廢除婚內強姦的刑事責任豁免。及後在1994年，英國國會修例透過成文法明確排除婚內強姦的豁免，但港府未有隨即跟隨。政府曾指出，英國上議院的裁決透過普通法判例原則適用於香港特別行政區，但有關講法受到其他法律界等人士質疑，指明確的修例會有助消除社會對該法例含糊的理解。
联合国消除對婦女歧視委員會於1999年的報告中關注到婚內強姦在香港並非刑事罪行，敦促港府修例。
2000年，時任立法會司法及法律事務委員會主席吳靄儀去信律政司，指出強姦罪是否涵蓋配偶存疑。其後當局於2002年提出修訂，於刑事罪行條例加入第117(1B)條，明文規定婚內強姦為刑事罪行。
雖然於關注婦女性暴力協會及社會福利署的數字均見相關個案的存在，但有關修例後的三年都未見婚內強姦案件的檢控。

### 澳洲
在澳洲各州或領地，婚內強姦的刑事法律責任豁免在1970年代至1990年代初透過修例或法定判決被全面撤銷。
南澳州為首個處理婚內強姦的州份，於1976年將有關豁免部分撤銷，但未有將婚內強姦的等同非婚內強姦。當時的修例要求婚內強姦必須包含肢體暴力等因素，方可等同強姦。
新南威爾斯州於1981年全面撤銷婚內強姦的刑事法律責任豁免，西澳州、維多利亞州及首都領地其後於1985年跟隨。之後塔斯曼尼亞州於1987年撤銷有關豁免，昆士蘭州於1989年撤銷，南澳州於1992年全面撤銷，北領地在1994年撤銷。